# Wishbone Ash (album)
Pour le groupe, voir Wishbone Ash.
Albums de Wishbone Ash
Pilgrimage
(1971)
Wishbone Ash, sorti le 4 décembre 1970, est le premier album du groupe de rock britannique Wishbone Ash.

## Liste des morceaux
Tous les morceaux ont été composés par M. Turner, S. Upton, T. Turner et A. Powell.
1. Blind Eye (chant : Martin Turner) - 3:40
2. Lady Whisky (chant : Martin Turner) – 6:08
3. Errors Of My Ways (chant : A. Powell, M. Turner, T. Turner) – 6:53
4. Queen Of Torture (chant : Martin Turner) – 3:20
5. Handy (chant : Martin Turner) – 11:30
6. Phoenix (chant : Martin Turner) – 10:23

## Crédits
- Andy Powell : guitare, chant
- Ted Turner : guitare, chant
- Martin Turner : guitare basse, chants
- Steve Upton : batterie

- Martin Birch : ingénieur du son
- John C. LePrevost : Direction Artistique et conception
- Gene Brownell : Photographie

## Anecdotes
- Matthew Fisher, membre du groupe Procol Harum, joue du piano sur Blind Eye.